# Nan Wood Honeyman

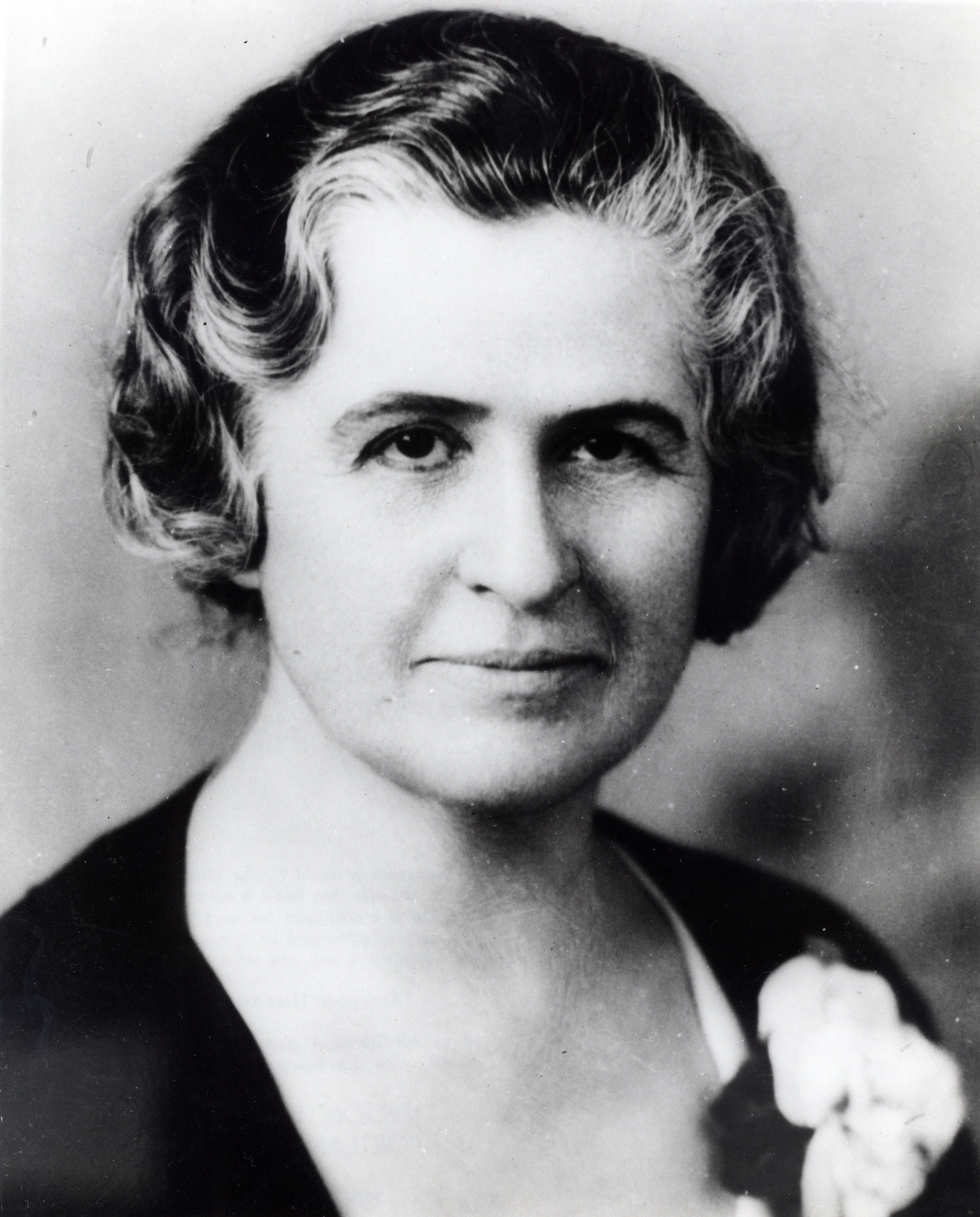
Nan Wood Honeyman

Nan Wood Honeyman (* 15. Juli 1881 in West Point, New York; † 10. Dezember 1970 in Woodacre, Kalifornien) war eine US-amerikanische Politikerin. Zwischen 1937 und 1939 vertrat sie den dritten Wahlbezirk des Bundesstaates Oregon im US-Repräsentantenhaus.

## Werdegang
Nan Honeyman wurde als Nan Wood geboren. Im Jahr 1884 zog sie mit ihren Eltern nach Portland. Dort genoss sie eine Ausbildung an privaten Schulen. Danach besuchte sie bis 1898 die St. Helens Hall, eine Schule in Portland, und beendete ihre Ausbildung dann an der Finch School in New York City. Im Jahr 1908 heiratete sie David Honeyman, mit dem sie drei Kinder hatte. Vor ihrer politischen Tätigkeit engagierte sie sich in verschiedenen gemeinnützigen Organisationen.
Politisch wurde sie Mitglied der Demokratischen Partei. Im Jahr 1933 war sie Vorsitzende einer Versammlung, die für den Staat Oregon den 21. Verfassungszusatz ratifizierte, der die bundesweite Prohibition wieder aufhob. In den Jahren 1936 und 1940 war sie Delegierte zu den Democratic National Conventions, auf denen jeweils Amtsinhaber Franklin D. Roosevelt wieder als Präsidentschaftskandidat nominiert wurde. Honeyman war eine Anhängerin des Präsidenten und von dessen New-Deal-Politik. Zwischen 1935 und 1937 saß sie als Abgeordnete im Repräsentantenhaus von Oregon.
1936 wurde sie in das US-Repräsentantenhaus gewählt, wo sie am 3. Januar 1937 die Nachfolge von William A. Ekwall antrat. Sie war das erste weibliche Kongressmitglied aus Oregon überhaupt. Im Jahr 1938 unterlag sie bei den Wahlen Homer D. Angell, dem Kandidaten der Republikanischen Partei. Damit konnte sie bis zum 3. Januar 1939 nur eine Legislaturperiode im Kongress absolvieren. Im Jahr 1940 kandidierte sie nochmals erfolglos für eine Rückkehr in den Kongress.
Zwischen 1941 und 1942 war Honeyman Mitglied des Senats von Oregon. Gleichzeitig war sie Mitglied der Pacific Coast Office of Price Administration, das die Preisentwicklung während des Zweiten Weltkriegs kontrollierte. Von 1942 bis 1953 leitete sie die Zollbehörde in Portland. Im Jahr 1942 wurde ihr Mann wegen Veruntreuung von über 100.000 Dollar verurteilt. Sie selbst wurde aber nicht in diese Affäre hineingezogen.
Nan Wood Honeyman starb im Dezember 1970 in Kalifornien und wurde in Portland beigesetzt.